# NGC 5280
NGC 5280 је елиптична галаксија у сазвежђу Ловачки пси која се налази на NGC листи објеката дубоког неба.
Деклинација објекта је + 29° 52' 9" а ректасцензија 13h 42m 55,5s. Привидна величина (магнитуда) објекта NGC 5280 износи 13,9 а фотографска магнитуда 14,9. NGC 5280 је још познат и под ознакама MCG 5-32-72, CGCG 161-131, NPM1G +30.0309, PGC 48580.